# 기질 (생물학)
생물학에서 기질(substrate)은 유기체(예: 식물, 균계 또는 동물)가 사는 표면이다. 기질은 생물적 또는 비생물적 물질과 동물을 포함할 수 있다. 예를 들어, 암석(기질)에 서식하는 껍질로 덮인 조류는 그 자체로 조류 위에 서식하는 동물의 기질이 될 수 있다. 불활성 기질은 식물의 수경 재배에서 성장 지원 재료로 사용된다. 생물학에서 기질은 종종 기질 제시의 나노 공정에 의해 활성화된다.

## 농업 및 원예
- 셀룰로스 기질[1]
- LECA(Expanded clay aggregate)
- 암면
- 화분용 영양토
- 흙